# Thamnophis rossmani
Thamnophis rossmani är en ormart som beskrevs av Conant 2000. Thamnophis rossmani ingår i släktet strumpebandssnokar, och familjen snokar. Inga underarter finns listade i Catalogue of Life.
Denna orm är endast känd från en liten region i delstaten Nayarit i västra Mexiko. Arten vistas vid vattenansamlingar som floder, bäckar och diken. Den simmar ofta. Honor lägger inga ägg utan föder levande ungar.
Det är inget känt om populationens storlek och möjliga hot. IUCN kategoriserar arten globalt som otillräckligt studerad.